# Europese kampioenschappen synchroonzwemmen 2012
Het synchroonzwemmen tijdens de Europese kampioenschappen zwemsporten 2012 vond plaats van 23 tot en met 27 mei 2012 in het Pieter van den Hoogenband Zwemstadion in Eindhoven, Nederland.

## Resultaten

### Solo
| #      | Naam               | Land | Score  |
| ------ | ------------------ | ---- | ------ |
| Goud   | Natalja Isjtsjenko | RUS  | 97,810 |
| Zilver | Andrea Fuentes     | ESP  | 95,900 |
| Brons  | Lolita Ananasova   | UKR  | 92,250 |
| 4      | Despoina Solomou   | GRE  | 89,620 |
| 5      | Linda Cerutti      | ITA  | 87,750 |
| 6      | Nadine Brandl      | AUT  | 84,570 |
| 7      | Pamela Fischer     | SUI  | 83,970 |
| 8      | Margot de Graaf    | NED  | 82,100 |
| 9      | Kyra Felssner      | GER  | 80,340 |
| 10     | Irina Limanoeskaja | BLR  | 77,290 |
| 11     | Kalina Yordanova   | BUL  | 76,710 |
| 12     | Tugce Tanis        | TUR  | 73,770 |

### Duet
| #      | Namen                                 | Land | Score  |
| ------ | ------------------------------------- | ---- | ------ |
| Goud   | Natalja Isjtsjenko Svetlana Romasjina | RUS  | 97,860 |
| Zilver | Ona Carbonell Andrea Fuentes          | ESP  | 95,980 |
| Brons  | Darja Ioesjko Ksenia Sidorenko        | UKR  | 92,950 |
| 4      | Giulia Lapi Maria Angela Perrupato    | ITA  | 90,330 |
| 5      | Evangelia Platanioti Despoina Solomou | GRE  | 89,220 |
| 6      | Sara Labrousse Chloé Wilhelm          | FRA  | 87,610 |
| 7      | Olivia Federici Jenna Randall         | GBR  | 86,930 |
| 8      | Elisabeth Sneeuw Nicolien Wellen      | NED  | 85,370 |
| 9      | Sona Bernardova Alzbeta Dufkova       | CZE  | 84,880 |
| 10     | Pamela Fischer Anja Nyffeler          | SUI  | 82,920 |
| 11     | Anastasia Gloushkov Inna Yoffe        | ISR  | 82,740 |
| 12     | Wiebke Jeske Edith Zeppenfeld         | GER  | 76,950 |

### Team
| #      | Land                | Score  |
| ------ | ------------------- | ------ |
| Goud   | Spanje              | 96,210 |
| Zilver | Oekraïne            | 93,660 |
| Brons  | Italië              | 90,530 |
| 4      | Frankrijk           | 87,590 |
| 5      | Verenigd Koninkrijk | 86,590 |
| 6      | Griekenland         | 85,180 |
| 7      | Zwitserland         | 80,940 |
| 8      | Wit-Rusland         | 80,030 |
| 9      | Oostenrijk          | 74,530 |

### Combinatie
| #      | Land        | Score  |
| ------ | ----------- | ------ |
| Goud   | Spanje      | 95,600 |
| Zilver | Oekraïne    | 93,420 |
| Brons  | Italië      | 90,440 |
| 4      | Griekenland | 85,940 |
| 5      | Zwitserland | 81,620 |
| 6      | Nederland   | 80,990 |
| 7      | Wit-Rusland | 79,620 |
| 8      | Oostenrijk  | 77,080 |
| 9      | Hongarije   | 76,860 |

## Medaillespiegel
| Plaats | Land     | Goud | Zilver | Brons | Totaal |
| 1      | Spanje   | 2    | 2      | 0     | 4      |
| 2      | Rusland  | 2    | 0      | 0     | 2      |
| 3      | Oekraïne | 0    | 2      | 2     | 4      |
| 4      | Italië   | 0    | 0      | 2     | 2      |
| Totaal | Totaal   | 4    | 4      | 4     | 12     |